# Эльвар, Антуан
Антуа́н Эма́бль Эли́ Эльва́р (фр. Antoine-Aimable-Elie Elwart; 19 ноября 1808 года, Париж — 14 октября 1877 года, там же) — французский композитор, музыковед
, музыкальный педагог.

## Биография
C 10-летнего возраста пел в хоре мальчиков парижской церкви Сент-Эсташ под руководством Антуана Поншара, ставшего его первым учителем. По настоянию родителей отказался поначалу от музыкальной карьеры, в свободное от работы время играя на скрипке в уличном оркестре, однако уже в 1823 году месса его сочинения была исполнена в парижской церкви Сен-Рок. В 1825 году Эльвар наконец поступил в Парижскую консерваторию, где среди его учителей был, в частности, Франсуа Жозеф Фети.
Получив в 1830 году первую премию по классу фуги, он стал ассистентом Антонина Рейхи по классу композиции, работая в этом качестве вплоть до 1834 года, когда ему была присуждена Римская премия, подразумевавшая продолжительную стажировку в Риме. Вернувшись в Париж в 1837 году, Эльвар получил место профессора композиции и занимал его до 1871 года; среди его учеников, в частности, Теодор Гуви.

## Творчество
Эльвар был преимущественно известен как автор месс, ораторий, кантат и других хоровых сочинений, однако оставил и несколько опер, ряд произведений для оркестра.
Ему принадлежат также учебники гармонии, контрапункта и инструментовки, биографический очерк о Жильбере Дюпре (1838).
В 1873 году Эльвар получил орден Почётного Легиона, заметив на торжественной церемонии в консерватории: «Да здравствует Республика! Я написал кантату в честь Карла X и не получил награды, я воспел в музыке добродетели Луи Филиппа и не получил награды, я славил империю и не был награждён императором, но я ничего не сделал для Республики — и вот получаю от неё эту награду».